# Hoyo de Manzanares
Hoyo de Manzanares är en kommun i Spanien.  Den ligger i den autonoma regionen Madrid, i den centrala delen av landet, 29 km nordväst om huvudstaden Madrid. Antalet invånare är 9 178 (2024).
Kommunen har en yta på cirka 45,31 km² och ligger på en genomsnittlig höjd av 1002 m över havet. Den gränsar i väster och norr till Moralzarzal och Becerril de la Sierra, i öster till Colmenar Viejo och i söder till Madrid och Torrelodones. I dess sydöstra territoriella hörn gränsar den vid knutpunkt även med Galapagar.
Den arkeologiska platsen La Cabilda (Yacimiento arqueológico de La Cabilda) ligger några hundra meter från stadskärnan och har fått sitt namn från det naturområde där den ligger. Utgrävningarna började 2015, efter flera års undersökningar, och fortsatte under de följande två åren, med planering för kommande säsonger. 
Hoyo de Manzanares har varit platsen för inspelning av filmer, främst spaghettivästern som spelades in på 1960- och 1970-talen.